# لوکوو (مکلنبورگ-فورپومرن)
لوکوو (به آلمانی: Luckow) یک شهر در آلمان است که در فرپومرن-گرایفسوالد واقع شده‌است. لوکوو ۵۸۹ نفر جمعیت دارد.